# Сеид Абдулмумин
Сеид Абдулмумин-хан Тура (1852 — 1894) — представитель правящей узбекской династии мангытов, третий сын Эмира Бухары Музаффара. Был правителем многих бекства Бухарского эмирата.
После воцарения на престол своего брата, эмира Сеид Абдулахад-хана начал интриговать против него.

## Биография
При отце правил Чарджуйским, Каршинским и Гиссарским бекствами. После воцарения на престол своего брата, эмира Сеид Абдулахад-хана в июле 1886 г. особым указом эмира был переведён беком в Байсун, где жил вместе с семьёй в крепости под присмотром агентов эмира. Беком он был лишь номинально — на деле бекством управляли чиновники, назначенные эмиром, — и фактически являлся пленником эмира. 
В 1891 г. представитель бухарского правительства Астанкул-бий говорил российскому политическому агенту П.М. Лессару о том, что Сеид Абдулумин собирался бежать в Афганистан, в другой раз — что последний повредился в рассудке. Однако, по мнению П.М. Лессара, эти слухи распускались недолюбливавшим брата эмиром специально для того, чтобы разделаться с Сеид Абдулмином (поговаривали даже о возможной казни). Эмир опасался, что его брат мог бежать в русские владения, где он был бы недосягаем для него.
Наконец, в 1891 г. Сеид Абдулмин был вызван в Бухару и поселен в Арке, где и содержался под домашним арестом вплоть до своей смерти. Дети Сеид Абдулмина продолжали безвыездно жить в Арке вплоть до 1920 года. Личные печати его сына Ииматуллаха хранятся в фондах бухарского историко-краеведческого музея в Арке.
Мирза Салимбек в своём сочинении "Тарих-и Салими" про Сеид Абдулмумина пишет следующее:

Этот принц имел много детей. По словам Мухаммади джибачи, служившего у покойного туры, у последнего было всего сорок восемь сыновей и дочерей. Но «за верность ответственен повествователь».

## Смерть
Сеид Абдулмумин в 1894 году умер естественной смертью. Его похоронили в Байсунском бекстве.